# Santa Cruz Tihuixte
Santa Cruz Tihuixte är en ort i Mexiko.   Den ligger i kommunen Santiago Tetepec och delstaten Oaxaca, i den sydöstra delen av landet, 400 km söder om huvudstaden Mexico City. Santa Cruz Tihuixte ligger 485 meter över havet och antalet invånare är 558.
Terrängen runt Santa Cruz Tihuixte är huvudsakligen kuperad, men åt nordväst är den bergig. Runt Santa Cruz Tihuixte är det ganska glesbefolkat, med 30 invånare per kvadratkilometer. Närmaste större samhälle är Santiago Jamiltepec, 17,7 km väster om Santa Cruz Tihuixte. Omgivningarna runt Santa Cruz Tihuixte är en mosaik av jordbruksmark och naturlig växtlighet.